# Хорст Бингел
Хорст Бингел (на немски: Horst Bingel) е немски поет, белетрист, есеист, публицист и график.

## Биография и творчество
Хорст Бингел е роден в Корбах, Хесен в семейството на учител. Изучава книжарска професия, а после следва живопис и скулптура.

### Творчески път
В 1956 г. Хорст Бингел публикува първата си стихосбирка „Малкият Наполеон“. Работи като редактор в различни културни издания и става инициатор за създаването в 1965 г. на издателство „Хайнрих Хайне“, което си поставя за цел чрез публикуването на лявоанархистична литература да шокира западногерманското общество – издателството фалира в 1970 г. Меланхолично обагрените стихове на Бингел, сътворени с ненатраплив сбит и изразителен език, са изпълнени със скрита ирония към събитията на деня – книгата „На гости върху котвената верига“  (1960). Основните теми на поета са градът, любовта, природата, политиката и обществото. Голям читателски интерес предизвиква стихосбирката му „Търси се Хитлер“ (1965), която се занимава не толкова с „преодоляването на миналото“, колкото с проясняването на западногерманската действителност. Следващата му поетическа книга е „Песен вместо цимент“ (1975). Поетът се установява да живее във Франкфурт на Майн.
През 2014 г. Фондация Хорст Бингел и Съюзът на писателите от провинция Хесен учредяват литературната награда „Хорст Бингел“ в памет на писателя.